# John Barrow
John Barrow angol labdarúgóedző.

## Pályafutása
Életéről nem sokat tudunk, egy rövid időszakkal azonban az egyetemes sporttörténelemben fontos szerepet kapott. 1917-ben Joan Gamper akkori klubelnök őt nevezte ki az FC Barcelona első vezetőedzőjének, azt megelőzően a legidősebb játékosok tartották az edzéseket és adtak taktikai utasításokat a csapatoknak. 
1917. január 17-én játszott a katalán bajnokságban szereplő csapat először mérkőzést úgy, hogy edző ült a kispadon. Az FC Internacional elleni mérkőzést (0–0) követően még négy hónapig volt a csapat edzője, ezalatt tizenkilenc mérkőzésen tizenkét győzelmet, öt döntetlent és két vereséget ért el a Barcelona. Trófeát nem nyert a csapattal, utódja honfitársa Jack Greenwell lett, aki már sok címet nyert.